# Burg Niederburg
Die Niederburg im gleichnamigen Ort Niederburg im Hunsrück, Rheinland-Pfalz, ist eine mittelalterliche Burgruine aus dem 12. oder 13. Jahrhundert. Sie wurde zu einem heute nicht mehr feststellbaren Zeitpunkt von den Trierer Erzbischöfen errichtet, um für ihre zahlreichen Kämpfe gegen die Stadt Oberwesel einen nahen, günstig gelegenen befestigten Platz zu besitzen. Von hier aus ließen sich Angriffe leiten – so in der Weseler Fehde, auch Weseler Krieg genannten Auseinandersetzung zwischen Erzbischof Werner von Falkenstein und der Stadt Oberwesel 1390/1391, in der erstmals Feuergeschütze im Rheinland eingesetzt wurden. In den Jahren 1362–1388 weilte Erzbischof Kuno II. von Falkenstein auf Burg Niederburg – als Residenz und zur Überwachung des Baus der seinerzeit von ihm vollendeten Residenzburg Peterseck oder Thurnberg genannten Burg Maus.
Wenig ist von der Burganlage heute erhalten. Dazu gehören ein Stück der Burgmauer mit zwei runden Ecktürmen, einer im Norden mit etwa 9 m Außendurchmesser, 7 m Höhe (2004) und 3 m Wandstärke, durch dessen Außenseite eine rund 2 m breite, schachtförmige Öffnung mit einem Maueransatz verläuft, der andere mit unterirdischen Fundamentteilen als Stumpf (3 m). Am zweigeschossigen Mauerstück zwischen den beiden Türmen lässt sich der Aufriss des zerstörten Palasgebäudes an den drei Bögen von 3 bis 4 m Spannweite mit drei Mauernischen, Fensterbänken und kleinen Fenstern noch erkennen. Wie bei vielen verfallenen Gebäuden diente auch diese Anlage als Steinbruch.